# Панфили, Алексей Иванович
Алексе́й Ива́нович Панфи́ли (род. 5 января 1974, Кишинёв) — российский и казахский ватерполист, мастер спорта международного класса России, защитник; тренер.

## Награды
Участник Всемирной студенческой Универсиады в Фукуоке — 1995, участник Олимпийских игр в Атланте — 1996, бронзовый призёр чемпионата Европы — 1997, победитель Игр Доброй воли — 1994, 1998, бронзовый призёр Чемпионата Мира — 2001, пятикратный Чемпион России, восьмикратный обладатель Кубка России, восьмикратный серебряный призёр Чемпионата России.
В 2014 году в составе сборной Казахстана стал победителем Азиады.
Выступал за команду «Спартак» (Волгоград) с 1995 по 2015 год.
В 2016 году стал главным тренером женской команды «Спартак-Волгоград». Приводил женскую команду к бронзовым (2016) и к серебряным медалям (2017, 2018, 2019) чемпионата России.
Шаблон:Мужская сборная России по водному поло на летних Олимпийских играх 1996
Шаблон:Мужская сборная Казахстана по водному поло на летних Олимпийских играх 2012